# Jasmine Thompson
Jasmine Ying Thompson (Londres, Inglaterra, 8 de noviembre de 2000), conocida como Jasmine Thompson, es una cantante inglesa y compositora del Centro de Londres. Jasmine se ha dado a conocer gracias a su canal de Youtube, en el cual tiene más de 3 millones de suscriptores (3,251,423) y más de 500 millones de visualizaciones.
Jasmine hizo una versión de la canción Ain't Nobody, de la artista estadounidense Chaka Khan, que llegó al puesto 32 en UK Singles Chart después de ser presentado en una publicidad para la cadena de supermercados Sainsbury , Ain't Nobody también llegó al puesto 32 en Escocia.

## Carrera musical
En julio de 2013, Jasmine lanzó una versión de la canción La La La, de Naughty Boy. En agosto lanzó tres covers más: uno de Taylor Swift, Everything Has Changed (en dúo con Gerald Ko), otro de la canción Let Her Go, del cantante Passenger, y uno más de la canción Titanium, de David Guetta. En septiembre del mismo año lanzó su álbum Bundle of Tantrums, donde incluyó estos sencillos.
En octubre de 2013 lanzó su primer Extended Play, llamado Under the Willow Tree. En julio de 2014, Jasmine acompañó a Cody Simpson en su gira. Luego de la visita en Birmingham, ella publicó una foto a sus seguidores de Twitter, dándoles las gracias por su apoyo en esa gira.
En septiembre de 2014, la versión de Jasmine de Everybody Hurts fue usado en el tráiler de otoño de la BBC para EastEnders. El tráiler mostraba a los personajes Kat Luna, Sharon Vatios y Linda Carter cantando las letras de la versión.
El 25 de mayo de 2015, Jasmine Thompson anunció, vía su página de Facebook, que había firmado un contrato con Atlantic Records. Jasmine lanzó su primer sencillo de un álbum propio, titulado Adore.

## Discografía

### Álbumes de estudio
| Bundle of Tantums         | - Lanzado: 6 de septiembre de 2013 - Etiqueta: N/Un (independiente) - Formato: descarga digital | 160 | 8 |
| Another Bundle of Tantums | - Lanzado: 20 de abril de 2014 - Etiqueta: N/Un (independiente) - Formato: descarga digital     | 126 | — |

### De larga duración
| Título                | Detalles                                                                                             |
| --------------------- | --- |
| Under the Willow Tree | - Lanzado: 20 de octubre de 2013 - Etiqueta: N/Un (independiente) - Formato: Descarga Digital        |
| Take Cover            | - Lanzado: 9 de diciembre de 2014 - Etiqueta: N/Un (independiente) - Formato: Descarga Digital       |
| Adore EP              | - Lanzado: 18 de septiembre de 2015 - Etiqueta: Atlantic Records - Formato: Descarga Digital y CD    |
| Wonderland EP         | - Released: 9 de mayo de 2017 - Etiqueta: Atlantic Recording Corporation - Formato: Descarga Digital |

### Sencillos

#### Como artista prominente
| Año  | Título       | Posiciones por ventas | Posiciones por ventas | Posiciones por ventas | Posiciones por ventas |
| Año  | Título       | Reino Unido           | GER                   | IRA                   | SCO                   |
| ---- | ------------ | --------------------- | --------------------- | --------------------- | --------------------- |
| 2013 | Ain't Nobody | 32                    | —                     | 76                    | 32                    |
| 2015 | Adore        | —                     | 91                    | —                     | —                     |

#### Como artista destacada
| Año  | Título                                                                 | Posiciones por ventas | Posiciones por ventas | Posiciones por ventas | Posiciones por ventas | Posiciones por ventas | Posiciones por ventas | Posiciones por ventas | Posiciones por ventas | Posiciones por ventas | Posiciones por ventas | Posiciones por ventas | Álbum  |
| Año  | Título                                                                 | AUS                   | AUT                   | BELIO(FL)             | BELIO(WA)             | DEN                   | FRA                   | GER                   | IRA                   | NLD                   | SWE                   | SWI                   | Álbum  |
| ---- | ---------------------------------------------------------------------- | --------------------- | --------------------- | --------------------- | --------------------- | --------------------- | --------------------- | --------------------- | --------------------- | --------------------- | --------------------- | --------------------- | ------ |
| 2014 | Sun Goes Down (Robin Schulz interpretado por Jasmine Thompson)         | 7                     | 3                     | 6                     | 8                     | —                     | 15                    | 2                     | 11                    | —                     | 57                    | 3                     | Prayer |
| 2015 | Ain't Nobody (Felix Jaehn interpretado por Jasmine Thompson)           | —                     | 1                     | 6                     | 7                     | 3                     | 4                     | 1                     | 56                    | 2                     | 7                     | 5                     |        |
| 2015 | Unfinished Sympathy (el sexto track interpretado por Jasmine Thompson) | —                     | —                     | —                     | —                     | —                     | —                     | —                     | —                     | —                     | —                     | —                     |        |